# Яблонное (Тверская область)
Яблонное — деревня в Бежецком районе Тверской области. Входит в состав Борковского сельского поселения.

## География
Деревня находится в 13 км на северо-запад от центра поселения деревни Борок Сулежский и в 25 км на север от районного центра Бежецка.

## История
В конце XIX — начале XX века деревня являлась центром Яковлевской волости Бежецкого уезда Тверской губернии. В 1887 году в деревне было 55 дворов. На тот момент в деревне имелась земская школа. 
С 1929 года деревня входила в состав Морозовского сельсовета Бежецкого района Бежецкого округа Московской области, с 1935 года — в составе Калининской области, с 2005 года — в составе Борковского сельского поселения.

## Население
| 1859 | 1887 | 2008 | 2010 |
| ---- | ---- | ---- | ---- |
| 268  | ↗331 | ↘43  | ↘38  |